# Avensan
Avensan is een gemeente in het Franse departement Gironde (regio Nouvelle-Aquitaine). De plaats maakt deel uit van het arrondissement Lesparre-Médoc. Avensan telde op 1 januari 2022 3.108 inwoners.

## Geografie
De oppervlakte van Avensan bedroeg op 1 januari 2022 52,24 vierkante kilometer; de bevolkingsdichtheid was toen 59,5 inwoners per km².

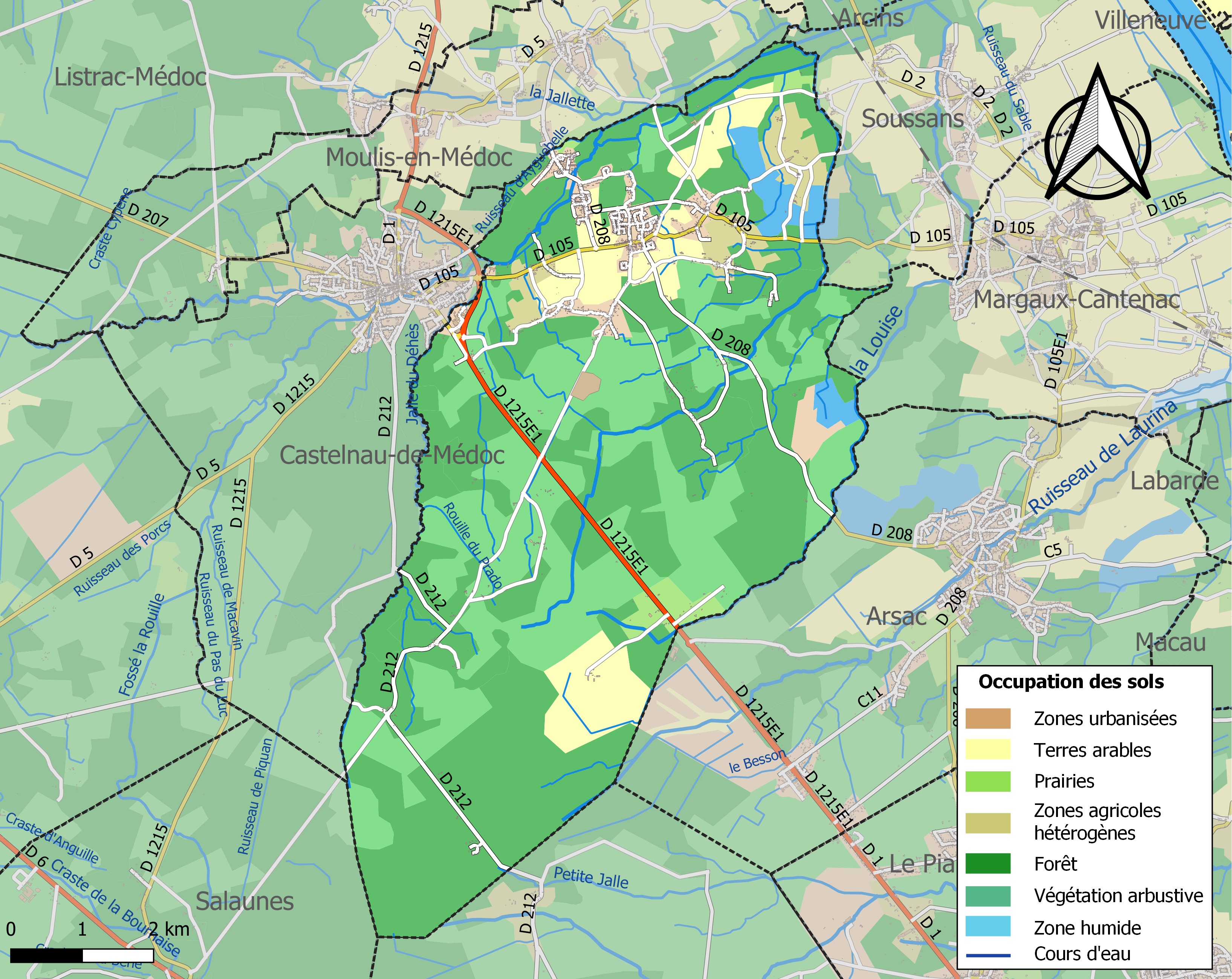
Kaart van de gemeente met belangrijkste infrastructuur, bodemgebruik en omliggende gemeenten

## Demografie
Onderstaande figuur toont het verloop van het inwonertal (bron: INSEE-tellingen).